# زناقل
زناقل (بالفارسية: زناقل) هي قرية تقع في قسم بيزكي الريفي (مقاطعة تشناران) في إيران. يقدر عدد سكانها بـ 182 نسمة بحسب إحصاء 2016.